# Planetella granifex
Planetella granifex är en tvåvingeart som först beskrevs av Jean-Jacques Kieffer 1898.  Planetella granifex ingår i släktet Planetella och familjen gallmyggor. Inga underarter finns listade i Catalogue of Life.